# Zheng Minzhi
Zheng Minzhi, (Chinees: 郑敏之; China, 1945) is een voormalig Chinees professioneel tafeltennisster.

## Belangrijkste resultaten
- Goud met het team op de wereldkampioenschappen 1965.
- Goud in het vrouwen dubbelspel op de wereldkampioenschappen 1965 met Lin Huiqing.
- Goud in het vrouwen dubbelspel op de wereldkampioenschappen 1971 met Lin Huiqing.
- Zilver in het enkelspel op de wereldkampioenschappen 1971.
- Zilver met het team op de wereldkampioenschappen 1971.
- Zilver met het team op de wereldkampioenschappen 1973.